# Teriakovce
Teriakovce (em húngaro: Terjékfalva) é um município da Eslováquia, situado no distrito de Prešov, na região de Prešov. Tem 3,2 km² de área e sua população em 2018 foi estimada em 800 habitantes.

## Demografia
| Ano:        | 1994 | 2004   | 2014    | 2024    |
| ----------- | ---- | ------ | ------- | ------- |
| Broj ljudi: | 387  | 392    | 651     | 1241    |
| Razlika:    |      | +1,29% | +66,07% | +90,62% |

| Ano:               | 2023 | 2024   |
| ------------------ | ---- | ------ |
| Número de pessoas: | 1204 | 1241   |
| Diferença:         |      | +3,07% |